# فيليب موري
فيليب موري، هو ممثل ومخرج غابوني، ولد عام 1935 وتوفي في 7 يونيو 2016 في ليبرفيل بالغابون. اشتهر بالتمثيل في فيلم «القفص»، و«المرء لا يدفن الأحد» (1960)، وإخراج «توم توم صامتة» (1972).

## مشواره
بدأ فيليب موري مسيرته السينمائية في منتصف الخمسينيات من القرن الماضي مع دوره في الفيلم القصير «أفريقيا أون سين» من إخراج باولين سومانو فييرا. وهو المترجم الرئيسي لفيلم ميشيل دراش الروائي الطويل «المرء لا يدفن الأحد» الذي فاز بجائزة لويس ديلوك عام 1959.
عاد إلى الجابون، حيث كان كاتب السيناريو وأحد ممثلي «القفص» من إخراج روبرت دارين. تم إنتاج الفيلم وتصويره في الغابون واختير لمهرجان كان السينمائي عام 1963.
وسجن لمدة ثلاث سنوات من 1964 إلى 1967 بسبب مشاركته في الانقلاب على ليون مبا، أول رئيس للغابون.
وبعد إطلاق سراحه، شارك في إنشاء الاتحاد الأفريقي لصانعي الأفلام في عام 1970. كما شارك في تأسيس المركز الوطني للسينما الغابونية.
حاز على جائزة جولدن يونيكورن للإنجاز الوظيفي على مجمل أعماله في مهرجان اميان السينمائي الدولي لعام 2011.